# Pharus mezii
Pharus mezii là một loài thực vật có hoa trong họ Hòa thảo. Loài này được Prodoehl miêu tả khoa học đầu tiên năm 1922.